# Microsoft Zune
Zune to platforma multimedialno-rozrywkowa Microsoftu, potocznie - rodzina przenośnych odtwarzaczy tego producenta. Jest obsługiwana przez urządzenia Zune, konsole Xbox 360, komputery PC z zainstalowanym oprogramowaniem Zune Software, telefony Microsoft Kin i smartfony z systemem Windows Phone.

## Odtwarzacz Zune
Zune to przenośny odtwarzacz multimedialny sprzedawany przez Microsoft. Poprzednio znany pod nazwą Argo. Powstał w kooperacji z Toshibą na podstawie modelu GigaBeat S jako konkurencja dla iPodów sprzedawanych przez Apple. Platformą sprzętową jest model Toshiba 1089 o pojemności 30 GB. Premiera w USA odbyła się 14 października 2006 roku, cena urządzenia wynosiła 249.99 USD.
Zune jest kompatybilny z Xboksem, Xboksem 360 (współpracuje z Xbox Live), oraz z nowszymi wersjami Windows XP, Windows Vista i z Windows 7. Po podłączeniu do komputera użytkownik może przeglądać pliki zgromadzone w odtwarzaczu, zgrywać płyty CD z muzyką oraz kupować utwory, teledyski i programy telewizyjne w sklepie internetowym.
Główne cechy Zune, które zdaniem producenta czynią go lepszym od iPoda, to większy ekran oraz możliwość współdzielenia utworów z innymi użytkownikami Zune za pomocą Wi-Fi. Jednakże ze względu na zarządzanie prawami cyfrowymi i umowy licencyjne, współdzielić można tylko niektóre utwory, a osoba otrzymująca utwór po jego trzykrotnym odtworzeniu lub upływie trzech dni, musi go kupić.

### Modele
| Model        | Pojemność | Czas działania | Waga  | Rozmiary (dł. × sz. × gr.) |
| ------------ | --------- | -------------- | ----- | -------------------------- |
| 1. Generacja | 30 GB     | 14 h           | 174 g | 111,76 × 60,96 × 15,24 mm  |
| 2. Generacja | 80/120 GB | 30 h           | 128 g | 108,2 × 61,21 × 12,95 mm   |
| 2. Generacja | 4/8/16 GB | 24 h           | 47 g  | 91,5 × 41,4 × 8,5 mm       |

## Zune Software
Rozbudowany odtwarzacz plików multimedialnych dla komputerów PC, przypominający nieco Windows Media Center. Oprócz samego odtwarzania multimediów oferuje możliwość organizowania kolekcji multimediów, konwersję płyt CD-Audio do plików MP3 i WMA, synchronizację danych z przenośnymi urządzeniami obsługującymi Zune, edycję metadanych plików, czy pobieranie treści z serwisu Zune Marketplace. Obecnie aplikację można pobrać bezpłatnie i zainstalować na komputerze PC z systemem Windows XP, Vista i Windows 7.

## Zune Marketplace
Zune Marketplace to sklep internetowy oferujący utwory muzyczne, filmy, programy telewizyjne, teledyski, podkasty i aplikacje na urządzenia przenośne. Treści możemy pobrać na komputer z zainstalowanym oprogramowaniem Zune Software, konsolę Xbox 360, urządzenie Zune, smartfona z Windows Phone lub Microsoft Kin. Płatności za pliki dokonywane są za pomocą wirtualnej waluty tzw. "Microsoft points" - 1 dolar amerykański ma wartość 80 Microsoft points. Większość utworów muzycznych w serwisie wycenionych jest na 79 Microsoft points.
Zune Marketplace oferuje bazę ponad 10 mln utworów muzycznych od takich dostawców jak: EMI, Warner Music, Sony BMG czy Universal Music. 
Serwis obecnie nie jest dostępny w Polsce.